# Domaine du Coureau
Le domaine du Coureau, ou château du Coureau, parfois orthographié Couraud aux XVIIIe et XIXe siècles, est situé dans la commune de Salles-d'Angles, en Charente, et partiellement dans la commune de Celles, en Charente-Maritime, à 12 kilomètres au sud-ouest de Cognac et à 45 minutes d'Angoulême. Il fait partie des châteaux charentais. Il est traversé par le Né, qui sépare la Charente et la Charente-Maritime.

## Historique

### Famille Saulnier
Jacques Saulnier, écuyer, époux de Catherine d'Andilly, issus d'une famille noble depuis 1525, achète le 31 décembre 1612 le domaine à Charlotte de La Rochefoucauld, dame de Salles et de Genté. Un descendant, Jean Saulnier (écrit plus tard Saunier), fut maire de Cognac entre 1667 et 1668, puis de 1673 à 1674 ; il était qualifié de seigneur du Coureau. Messire Guy Saunier, écuyer, sieur du Coureau est enterré le 4 janvier 1753 dans la chapelle de Salles. Alexis Saulnier, écuyer, seigneur du Coureau, épousa le 19 avril 1765 Marie de Jarnac, fille de Joseph, écuyer, seigneur de Plassac, conseiller du Roi, contrôleur des Guerres. Malgré leur titre, les Saulnier paient les impôts aux seigneurs de Salles et de Genté jusqu'à la Révolution et n'avaient pas droit de justice. Les fiefs du grand et du petit Coureau sont estimés dans un rapport de l'intendant de La Rochelle du 5 juillet 1703 à 100 livres de rente annuelle,.

### Famille Salignac
Le 22 octobre 1788, Messire Saunier, sieur du Coureau, vend le Coureau à Antoine de Salignac. Antoine s’installe à Cognac, et supprime sa particule pendant la Révolution. En 1820, le Coureau est devenu une propriété de 54 hectares dont 25 en vignes. Son fils Pierre-Antoine crée en 1838 la Société des propriétaires Vinicoles de Cognac, avec un groupe de viticulteurs.
« Le cadastre de 1850 montre les bâtiments du logis du Coureau s'étalant autour d'une cour carrée. Le corps de logis est édifié au sud-ouest de cette cour. C'est une longue bâtisse rectangulaire, construite au XVIIIe siècle, à deux niveaux, couverte d'une toiture à faible pente avec croupes. Cinq travées de baies couvertes en arc segmentaire s'ouvrent dans sa façade (...). À l'intérieur, se trouvaient trois pièces à chaque niveau ». Le domaine comprend ainsi cinq constructions : ce logis qui est le Grand Coureau (appelé plus tard le Vieux Coureau pour le distinguer du château), dont l’accès est desservi par la grille de Salignac ; le petit Coureau qui n’est autre que la ferme, une fuie, et deux moulins, l’un à eau, l’autre à vent (aujourd'hui situé de l'autre côté de la route départementale).
Pierre-Antoine a quatre enfants : Georges, Louis, Marie-Anne et Sarah. En 1855, Georges de Salignac fait dresser un plan du Coureau et, en 1857, met en place le parc avec une pièce d’eau, après avoir fait dévier la route de Gimeux à Saint-Fort-sur-le-Né. Ce parc agricole est dessiné par le comte de Choulot, paysagiste de renom du XIXe siècle, qui a inventé ce concept.
Son frère Louis fait construire vers 1870 le château actuel, avec une ferme, et dans le parc une serre à la charpente métallique ; celle-ci a été conçue et fabriquée par l’atelier de l’ingénieur André Michelin. En 1897, la société familiale vinicole devient la Société du Cognac Monnet.

### Famille Castillon du Perron

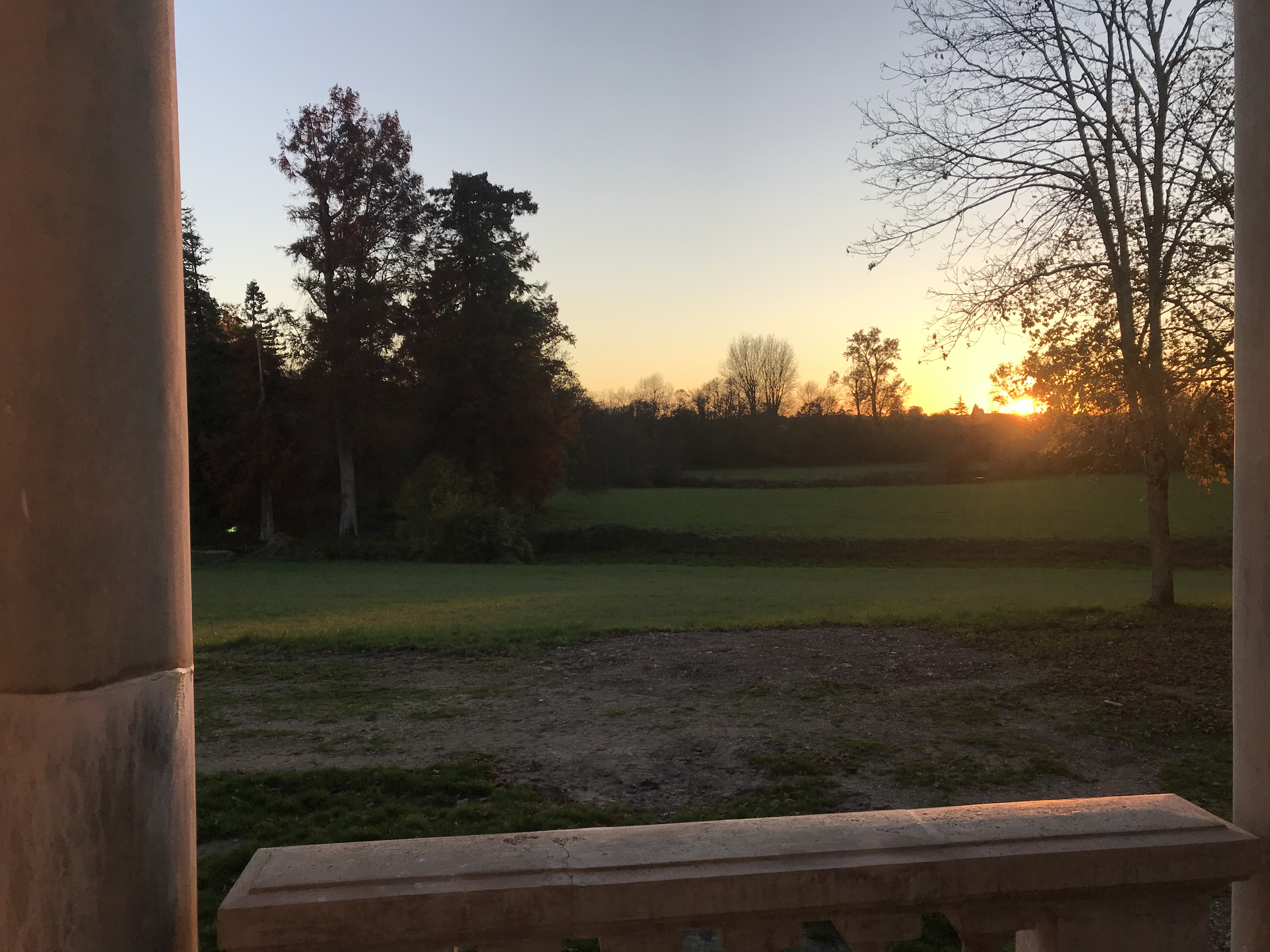
Perspective de l'église de Lonzac au coucher du soleil.

À la mort de Louis de Salignac en 1907, le Coureau passe à son cousin par alliance Alexandre Castillon du Perron,, époux de Louise Baylet, elle-même fille de Marie-Anne de Salignac.
Charles Castillon du Perron achète le domaine à Alexandre le 7 septembre 1918. Charles est marié à Jeanne Bailloud, fille du général Bailloud. Ils habitent villa François 1er à Cognac avec leurs quatre enfants, Charles est associé à la maison de cognac Hennessy,. Le Coureau est leur résidence secondaire, en pleine campagne, avec une longue perspective depuis le château vers l’église de Lonzac (époque Renaissance). « Comme tous les Français fortunés, il bénéficie de l'absence de tout impôt sur le revenu ce qui explique son train de vie ». Il possédait également le château d'Ars, la villa Grisélidis qu'il avait fait construire en 1903 à Saint-Palais-sur-Mer, plusieurs bateaux : le Ruy Blas qui naviguait sur la Charente, le Yanna, navire de 12 m, le Hena - ex Vida, goélette de 110 t qu'il possédait avec le comte de Grandsaignes d'Hauterives.
Il fait construire une terrasse orientée au sud, avec des colonnades, pour pouvoir s’y tenir en toutes saisons. Il emploie alors sept jardiniers. On peut se promener dans le parc en choisissant le grand tour ou le tour moyen, le chemin passant tour à tour au milieu des bois et des champs, ou longeant la serre qui abrite des plantes et des fleurs en pot, en toutes saisons. C’est l’âge d’or du Coureau.
Charles meurt le 20 avril 1938, laissant usufruitière sa veuve, née Jeanne Bailloud, et pour héritiers : Marie-Thérèse Castillon du Perron (mariée à René Dubos), Elisabeth Castillon du Perron (mariée à Hubert Ouizille, par l'évêque d'Angoulême,. Hubert était le fils d'Auguste, qui avait épousé en premières noces Sophie Ruinard de Brimont, qui allait mourir très vite après la naissance de sa fille Liliane, laquelle épousera Paul Mure. Auguste s'était remarié avec Edith, la plus jeune sœur de Sophie. Hubert était ainsi le demi-frère en même temps que le cousin germain de Liliane, Emmanuel Castillon du Perron (marié à Aliette Ponroy) et Gérard Castillon du Perron (célibataire). « Hubert et son épouse héritèrent d'une portion du capital du champagne Ruinart. Hubert avait également des intérêts dans la société de conserverie Saupiquet dont il fut administrateur. Il fut longtemps président de la société des Kaolins d'Armor qu'il avait créée ».
En 1939, Jeanne Castillon du Perron vend la villa François 1er à la municipalité de Cognac avec l’accord de ses enfants et s’installe toute l’année au Coureau. Victime d’un accident cardiovasculaire en juillet 1958, elle demeurera paralysée jusqu’à sa mort au Coureau le 5 octobre 1965. « Hubert se retire dans la propriété du Coureau où il mourut le 19 janvier 1974. Son épouse lui survécut plus de vingt ans, s'éteignant le 17 juillet 1996 ».
Le Coureau est alors transmis à Elizabeth Ouizille puis à ses descendants. Trois mariages familiaux sont célébrés au Coureau en 1939, 1974 et 2010. Il demeure au sein de la même famille depuis plus de deux siècles.

## Parc et architecture
Le domaine du Coureau est reconnu par la Fondation du Patrimoine depuis 2019 et inscrit à l'Inventaire général du patrimoine culturel.
Il sert depuis l'origine une double destination : exploitation et agrément. S'il ne permet plus l'autarcie, il conserve aujourd'hui cette vocation avec un parc d'agrément, des terres agricoles cultivées, des bois gérés durablement, des vignes, ainsi que des logis qui servent de résidences principale et secondaire.
Le château est privé et n'est pas ouvert à la visite.

### Parc
Le parc de 25 hectares est dessiné par un paysagiste du XIXe siècle, le comte de Choulot, qui a conçu plus de 300 parcs en France et en Europe, et notamment celui de la ville du Vésinet,. Il y implante un étang, alimenté par un bief, et le borde d'arbres d'essences variées (séquoias, cyprès chauves).
Les bois sont exploités de manière durable (certification PEFC, plan simple de gestion agréé par le Centre National de la Propriété Forestière en 2020).
Le reste du domaine est composé de bois et de terres agricoles, et au début du XXe siècle d'un potager sur près d’un hectare.
Le parc présente un moulin à eau et un moulin à vent, figurant sur la carte de Cassini, ce dernier datant d'avant 1625. Un pigeonnier circulaire en ruine est toujours présent, il était muni à l'origine « d'une toiture en poivrière (...) et de boulins en terre cuite » et remonte vraisemblablement au XVIIe siècle.
La serre, qui bénéficiait d'eau puisée dans le Né et chauffée par une chaudière, est l'œuvre des ateliers de charpente métallique André Michelin (dont le siège était 115 rue de Bagnolet, Paris), avant qu'il ne fonde le groupe éponyme.
Renouant avec son histoire viticole, un hectare de vigne est planté en 2020, destinée à la production d'eau-de-vie de cognac (cru Grande Champagne).

Le parc et la serre
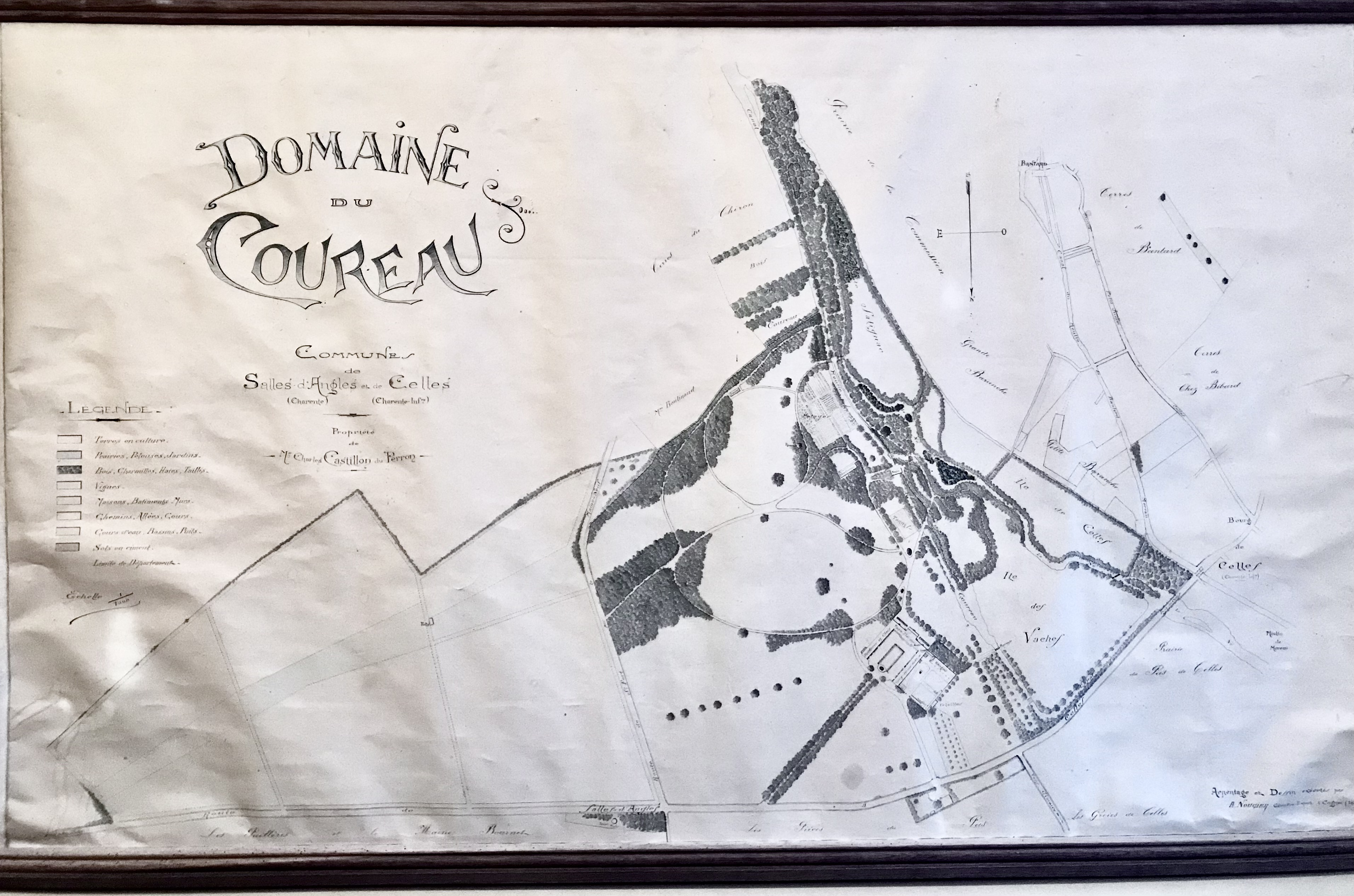
Plan du Coureau et de son parc en 1930.
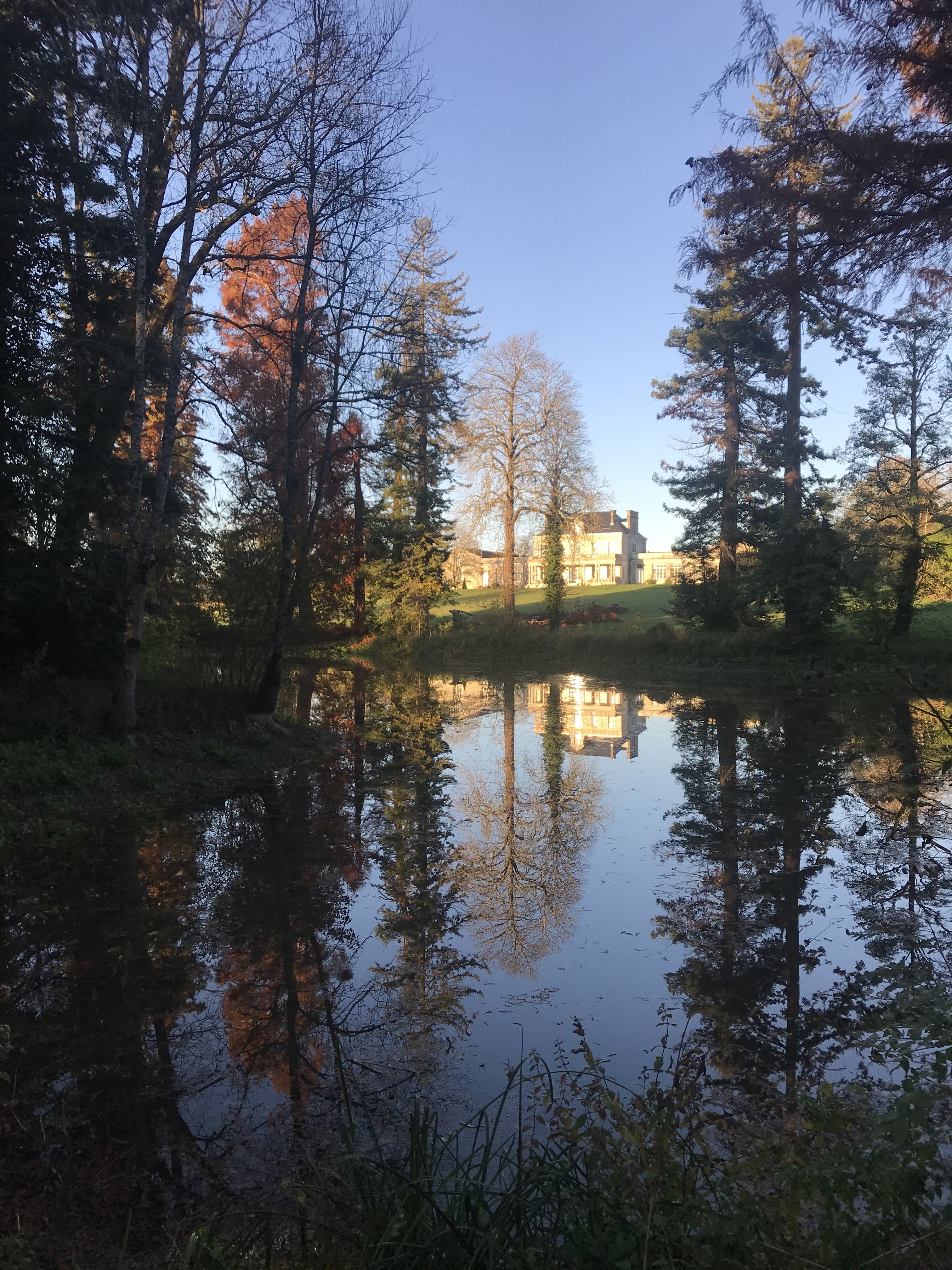
Vue à l'automne du château depuis l'étang.
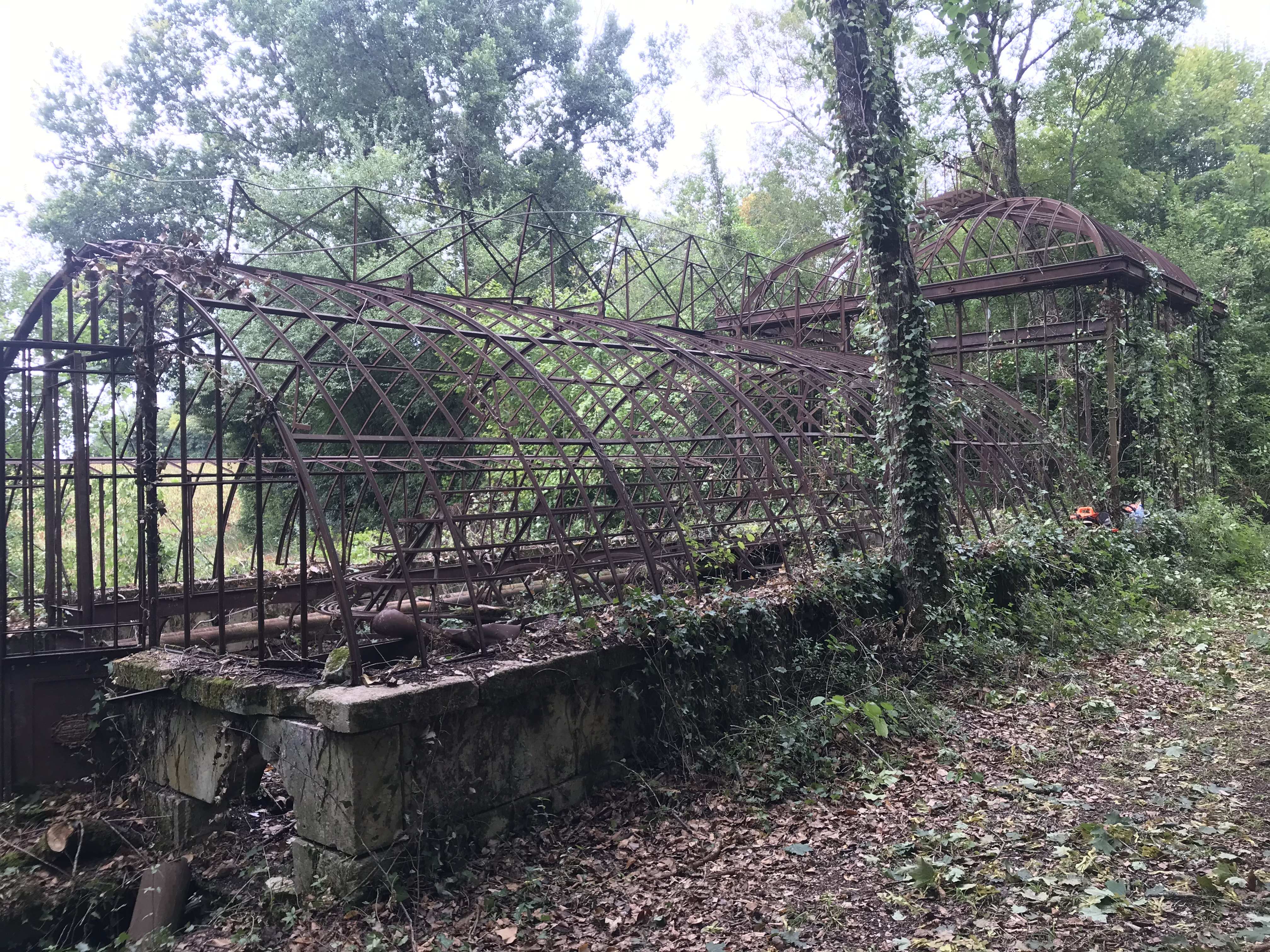
Serre du Coureau.
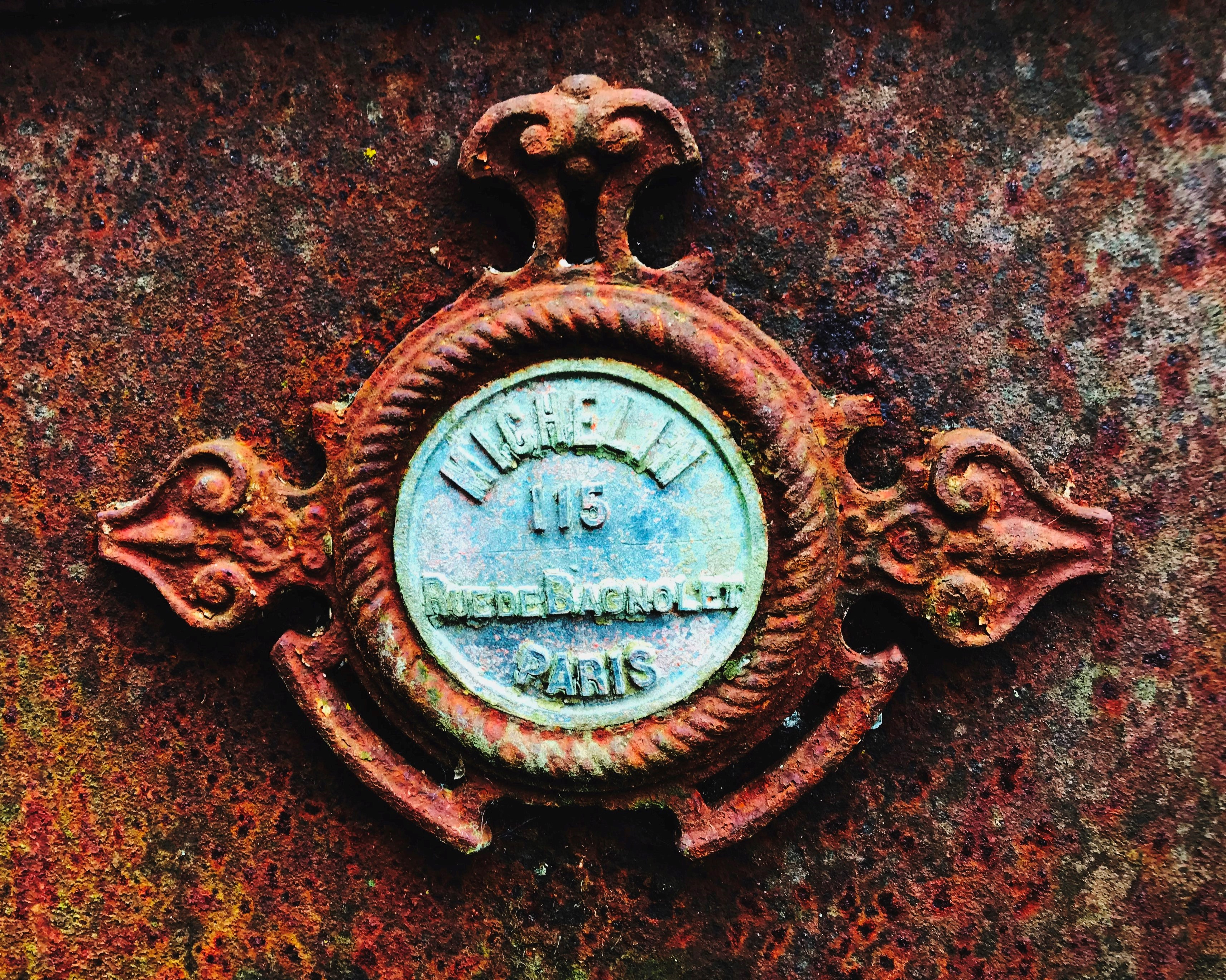
Détail de la Serre du Coureau : macaron Michelin.

### Architecture
Les bâtis de 1870 se composent du corps central du château, qui est de plan rectangulaire avec de larges baies, avec une lucarne unique surmontée d'un fronton triangulaire sur trois niveaux avec toit à longs pans en ardoise et tuiles creuses, gros œuvre en pierre de taille, moellons et enduit[réf. souhaitée]. Au sud-ouest, une terrasse à colonnade est ajoutée en 1920.
Le corps de logis est relié aux dépendances, qui lui sont perpendiculaires, par deux bâtiments moins élevés de part et d'autre. Côté est, les cuisines, l’office, et à l'origine la souillarde et la buanderie. Côté ouest, l'orangerie. Dans les dépendances : à l’est, l'ancienne distillerie et des chais (d'une capacité de 5 000 hectolitres d'eau de vie) sur toute la longueur, et dans l’aile ouest une écurie, une ancienne étable pour les vaches, et un garage.
Les pièces de réception sont situées au rez-de-chaussée (salle à manger lambrissée en chêne du Coureau, salon de piano, grand salon avec cosy corner, bibliothèque-chambre). Les chambres principales et salles de bains sont au premier étage, trois d'entre elles ont un accès à la terrasse supérieure. Au second étage se trouvent les chambres utilisées à l'origine par les domestiques, qui ont un accès direct par un escalier secondaire.

Le château
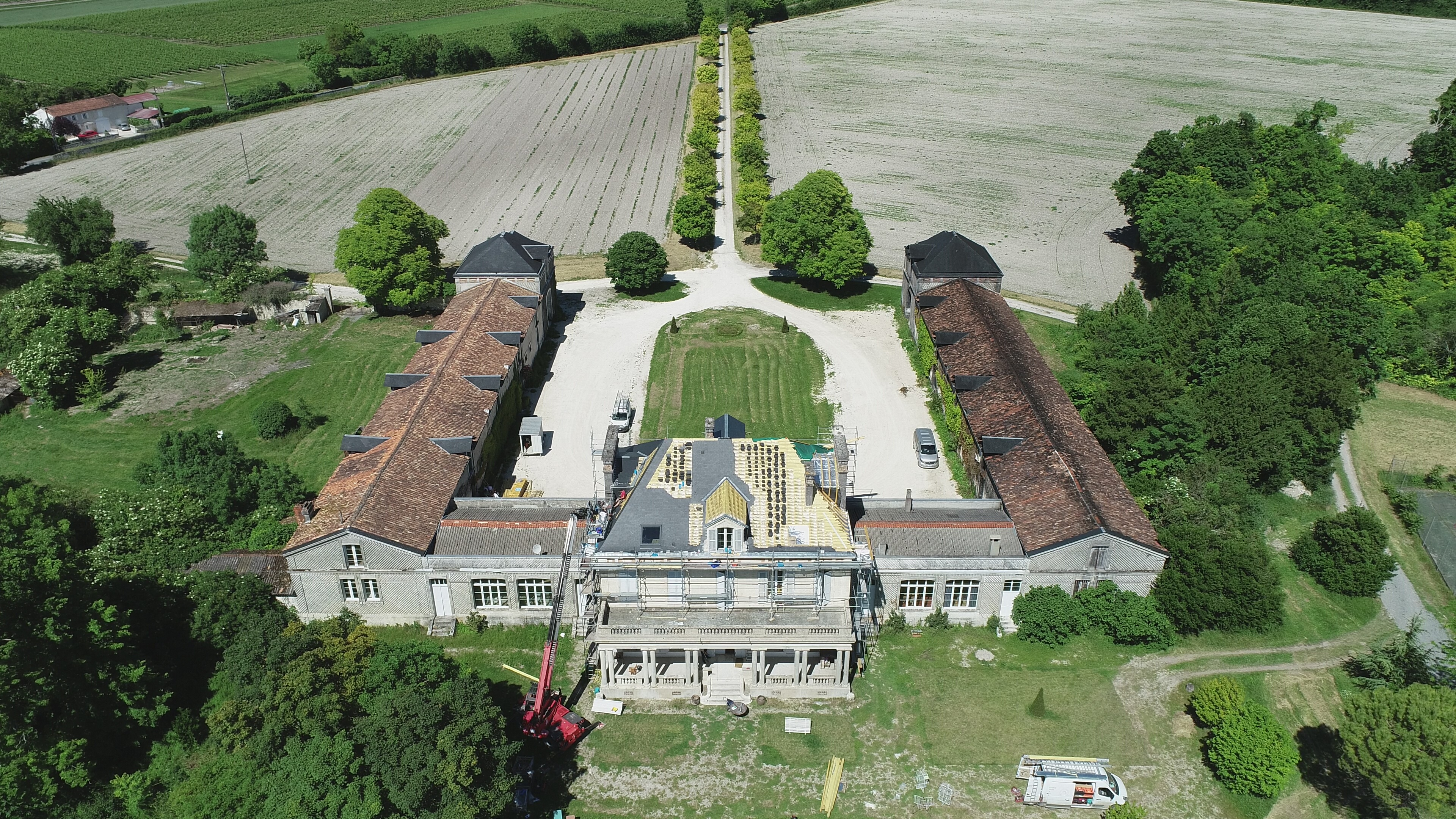
Vue aérienne depuis le sud ouest.
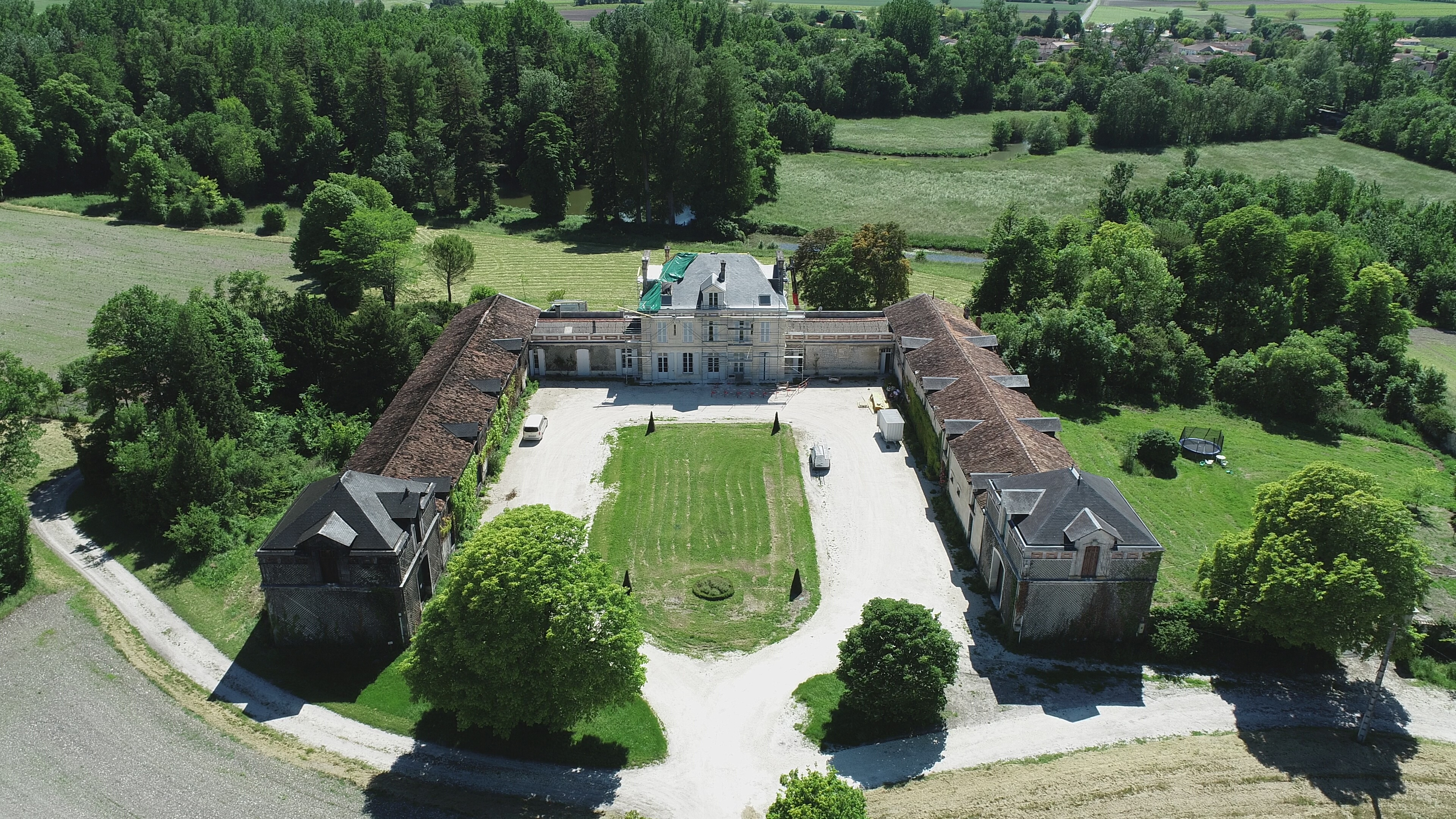
Vue aérienne depuis le nord-est.
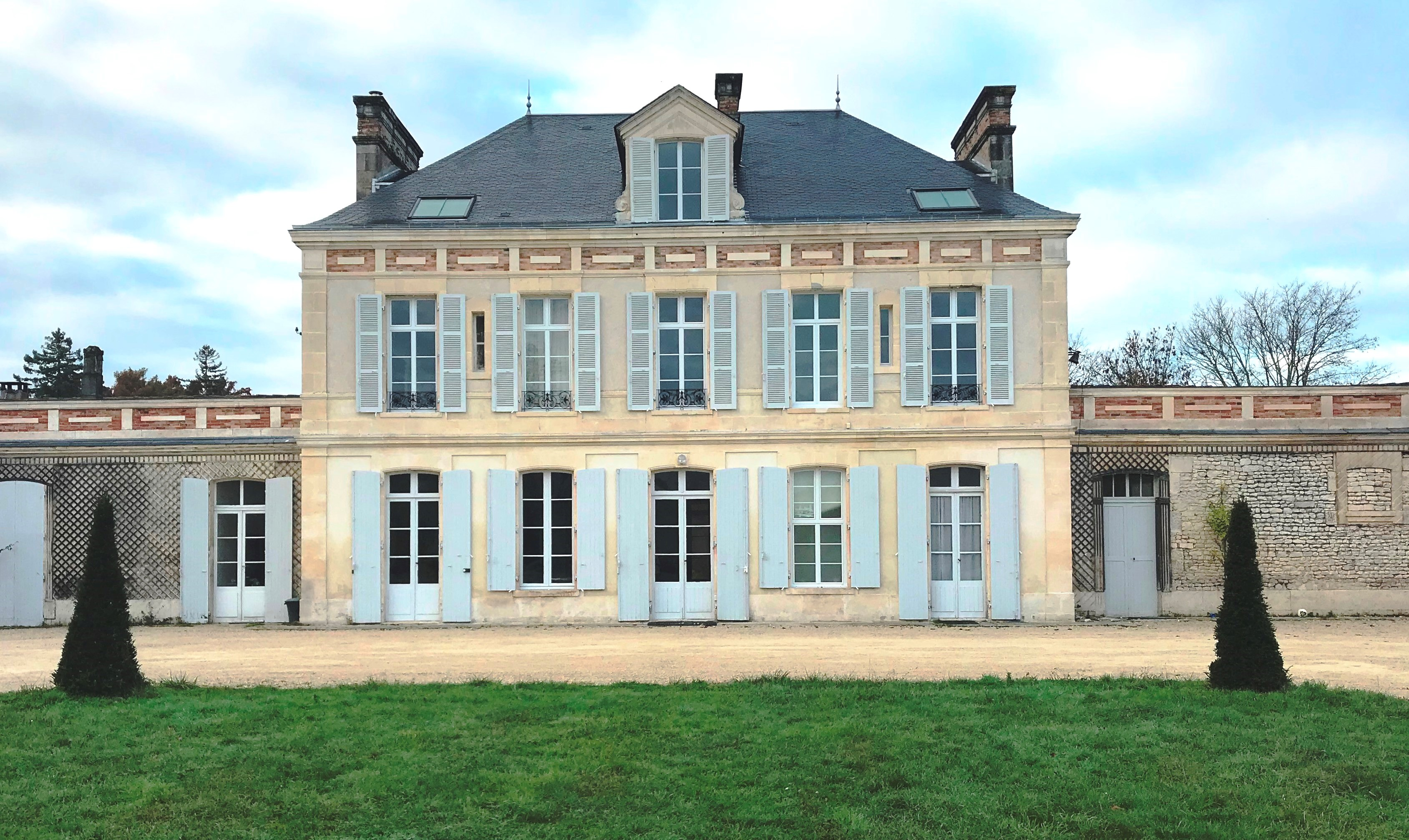
Façade depuis l'intérieur de la cour.

## Tournages cinématographiques et télévisuels
Le domaine est répertorié comme lieu de tournage cinématographique et télévisuel.
Le tournage du film « Eight for Silver », un film d'horreur fantastique du metteur en scène et scénariste Sean Ellis, a lieu sur le site en 2019 et 2020. L'avant-première a lieu au festival de Sundance (États-Unis) le 30 janvier 2021. Le film est renommé The Cursed lors de sa sortie au cinéma, et est disponible en Vidéo On Demand.
En 2020, les scénaristes du téléfilm policier « Le crime lui va si bien » (réalisateur Stéphane Kappes, actrice principale Claudia Tagbo) choisissent le site pour y tourner plusieurs scènes du troisième épisode intitulé « Esprit es-tu là ? ». La première diffusion en France de cet épisode a lieu le 15 janvier 2021 sur France 2.